# Xian de Chongxin
Le xian de Chongxin (崇信县 ; pinyin : Chóngxìn Xiàn) est un district administratif de la province du Gansu en Chine. Il est placé sous la juridiction de la ville-préfecture de Pingliang.

## Démographie
La population du district était de 93 827 habitants en 1999.